# 刘绍先 (1940年)
刘绍先（1940年—2009年），男，彝族，四川冕宁人，中华人民共和国政治人物，曾任中共凉山彝族自治州委书记、州长，四川省政协副主席。